# James Wilson (Kapitän)

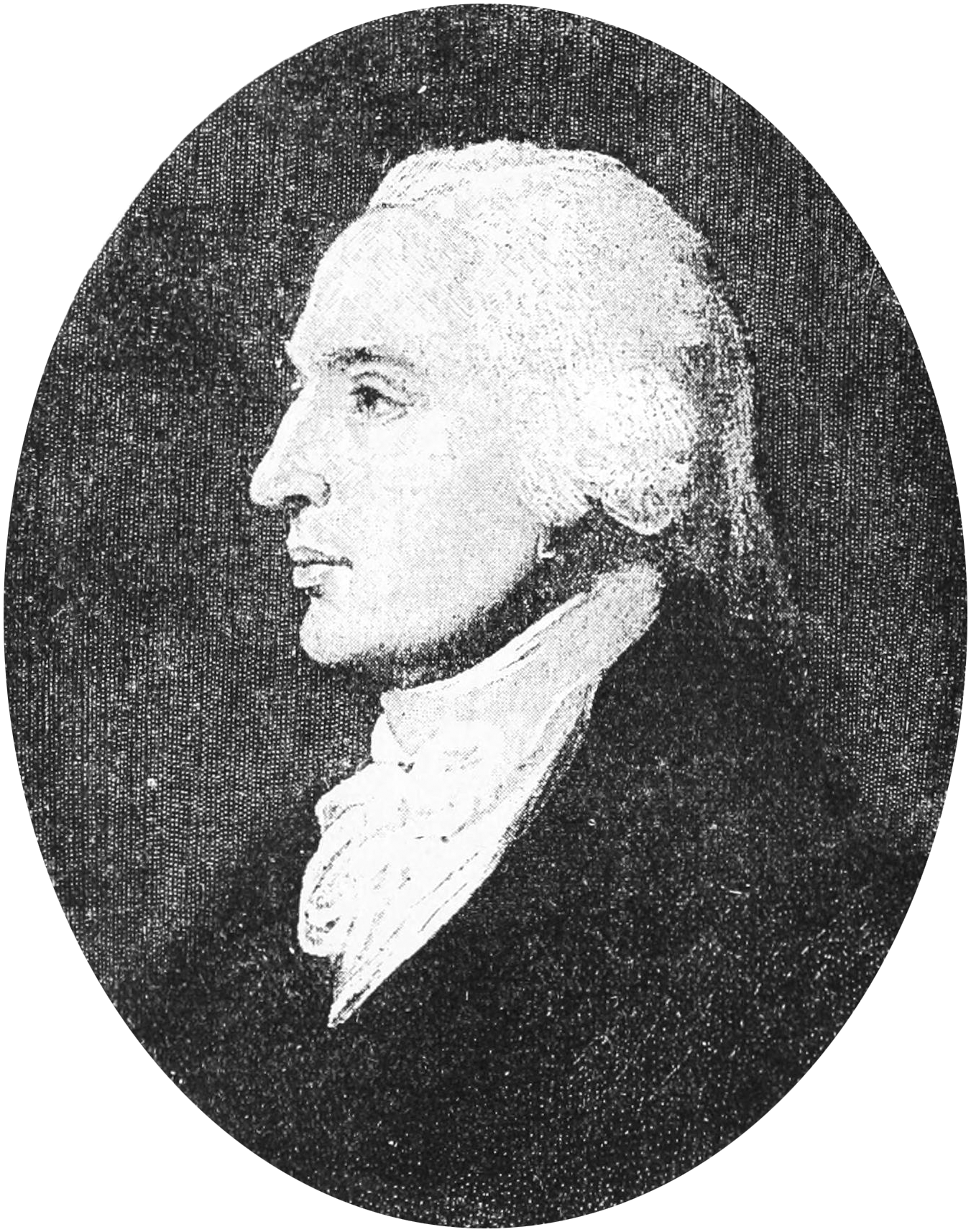
James Wilson

James Wilson (* 1769; † 12. August 1814 in London) war ein britischer Kapitän und Entdecker.

## Jugend und erste Erfahrungen
Als jüngstes von 19 Kindern eines Handelskapitäns aus Newcastle geboren, war James Wilson seitens des Elternhauses von frühester Jugend an für die Seefahrt bestimmt.:5 Im Dienst der East India Company sammelte er in Indien Erfahrungen als Seemann und Navigationsoffizier. Während der Mysore-Kriege geriet er in Gefangenschaft. Nach seiner Befreiung erwarb er im Kolonialhandel ein kleines Vermögen und quittierte 1792 seinen Dienst bei der Britischen Ostindien-Kompanie. Zurück in England schloss sich Wilson der 1795 gegründeten London Missionary Society (LMS) an.

## Kapitän der Duff
Die LMS hatte 1796 ein Handelsschiff, die Duff, erworben, um Missionare auf die südpazifischen Inseln zu bringen. James Wilson wurde von der Missionsgemeinschaft als Kapitän akzeptiert und beauftragt, eine Gruppe von Missionaren mit ihren Familien nach Tahiti, Tonga und auf die Marquesas zu bringen. Bei Abfahrt des Schiffes am 10. August 1796 von Portsmouth befanden sich an Bord der Kapitän James Wilson, sein Neffe William Wilson als Erster Offizier und 21 Mann Besatzung. Hinzu kamen als Passagiere vier ordinierte Geistliche und 20 Laienprediger aller möglichen Berufsgruppen, darunter Schuhmacher, Maurer, Metzger, Schreiner und Weber, sowie sechs Frauen und drei Kinder im Alter von 2 bis 12 Jahren.:5  

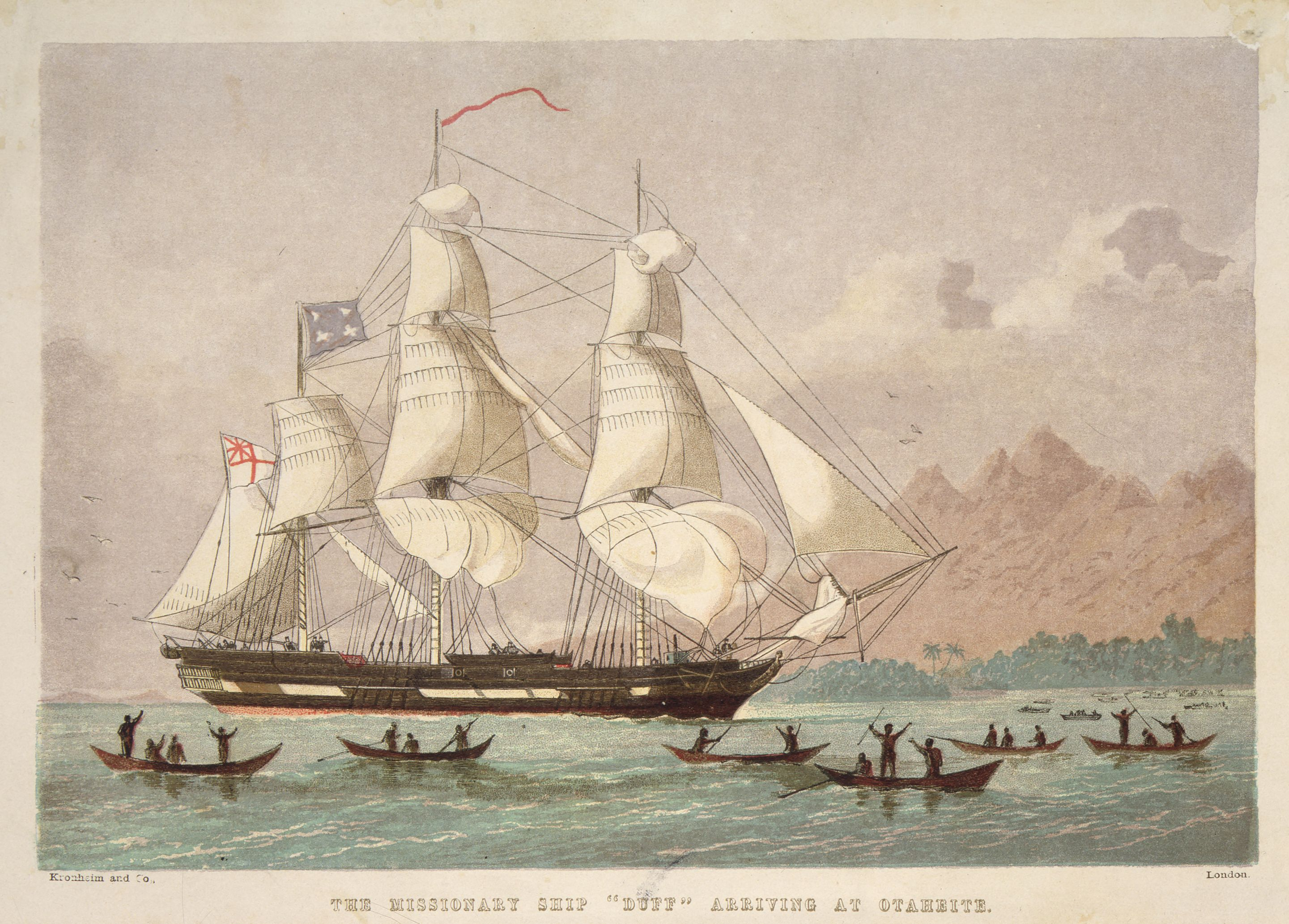
Die Duff 1797 vor Tahiti

Am 12. November 1796 erreichte die Duff Rio de Janeiro und am 5. März 1797 die Matavai-Bucht auf Tahiti, wo 18 Laienmissionare das Schiff verließen. Am 26. März segelte die Duff weiter nach Tongatapu, wo eine weitere Missionsstation geplant war. Auf der Weiterfahrt zu den Marquesas erreichte das Schiff am 19. Mai 1797 eine Inselgruppe, die Wilson Gambierinseln taufte, nach dem Hugenotten James Gambier, der die Expedition finanziell unterstützt hatte. Der höchste Berg auf Mangareva heißt bis heute Mont Duff. Am 28. Juni 1797 ankerte die Duff vor der Insel Puka Rua, einer weiteren Neuentdeckung, die Wilson „Serles Island“ nannte, nach Ambrose Serle (1742–1812), dem Sekretär von Lord Howe und Autor des Buches „Horae Solitariae“, einem damals sehr populären, frommen Traktat.  Die Weiterreise führte nach Tahuata, wo Wilson einen weiteren Missionar an Land setzte. Nach einem kurzen Zwischenaufenthalt auf den benachbarten Inseln Ua Pou und Nuku Hiva segelte die Duff zurück nach Tahiti und ankerte am 6. Juli 1797 wieder in der Matavai-Bucht.
Am 17. September 1797 trat Wilson die Rückreise über China nach England an. Auf dieser Fahrt entdeckte er die zum Fidschi-Archipel gehörenden Lau-Inseln mit der größten Insel Sir Charles Middleton’s Island (Vanua Balavu), die Wilson nach dem Admiral Sir Charles Middleton, 1. Baron Barham (1726–1813) benannte. Danach durchfuhr die Duff die Nanuku-Passage im Nordost-Sektor der Fidschis und passierte am 25. September eine Inselgruppe, die Wilson Duff-Inseln taufte. Der Archipel war zwar 1606 bereits von den Spaniern entdeckt worden, aber Wilson war der erste, der die präzisen Koordinaten ermittelte und eine Karte zeichnete. Auf der Weiterreise nach China entdeckte Wilson mehrere Inseln des heutigen Mikronesien für Europa (Woleai, Ifalik, Elato, Lamotrek und Satawal). Am 21. November 1797 erreichte die Duff Macau. Dort wurden notwendige Reparaturen durchgeführt und Wilson nahm eine Ladung Tee für England auf. Am 5. Januar 1798 segelte die Duff ab und schloss sich einem Konvoi von Handelsschiffen an, um schließlich am 11. Juli 1798 in die Themse einzulaufen.

## Späteres Leben
Zurück in England heiratete James Wilson, ließ sich in London nieder und kehrte nie mehr zur Seefahrt zurück. Er starb im Alter von 45 Jahren und hinterließ eine Frau und fünf Kinder.